# Callorhinchus
Genre
Les Callorhinchus, ou Holocéphales à tête en araire sont les derniers représentants encore vivants de la famille des Callorhinchidae. On connaît également certaines espèces par leurs vestiges fossiles. Callorhinchus présente la même morphologie et le même comportement que les autres chimériformes, mais s'en distingue par sa trompe longue et charnue, dont la forme rappelle vaguement celle d'un soc d'araire. Il n'est présent qu'au fond des océans de l'hémisphère sud, nageant sur le sable ou à travers la boue. Il filtre les sédiments pour se nourrir de petites crevettes. Ces chimériformes pondent leurs œufs dans la vase : ils éclosent au bout de 8 mois. L'espèce n'est pas protégée pour l'instant, bien qu'elle soit menacée de surpêche à cause des filets dérivants.

## Morphologie
La taille des Holocéphales à tête en araire varie de 70 à 125 cm. Ils sont généralement noirs à bruns, de couleurs mêlées. Ils sont faciles à reconnaitre, et pas uniquement à cause de la forme de leur trompe : ils possèdent de grandes nageoires pectorales qui facilitent leurs mouvements à travers la vase, ainsi que deux nageoires dorsales bien distinctes, la nageoire antérieure étant nettement plus grande que la nageoire postérieure. Il y a, face à chaque nageoire pectorale, une ouverture branchiale unique. Les deux nageoires dorsales encadrent l'épine dorsale. La nageoire caudale est divisée en deux lobes, le plus grand étant le lobe supérieur. Les yeux, en haut de la tête, sont souvent de couleur verte.
Ce poisson se sert de sa trompe pour sonder la vase en quête de petits invertébrés. Le reste du corps est plat et émacié. La gueule se trouve juste sous la trompe. Les dents, larges et aplaties, sont adaptées à l'écrasement des coquilles de palourde : il y en a deux paires à la mâchoire supérieure, et une paire à la mâchoire inférieure.  La trompe de Callorhinchus, outre sa fonction de prédation, est sensible aux mouvements et au champ électrique.

## Physiologie
Leur taux d'encéphalisation est voisin de celui du chien mais, contrairement aux mammifères supérieurs, le cervelet est nettement plus gros chez ces animaux que la prosencéphale. Leur vision est atrophiée, car ils se guident principalement à la sensibilité électrique de leur trompe. Système circulatoire et système endocrinien sont semblables à ceux des autres vertébrés, ce qui reflète l'homologie de structure entre les Callorhinchidae et les autres Chondrichthyes.

## Classification
Du point de vue phylogénétique, ils représentent le groupe le plus ancien des Chondrichthyes à mâchoires. Quoique dotés du même squelette cartilagineux que l'on retrouve chez les requins, ils sont classés comme « holocéphales » car d'une part ils présentent un opercule au-dessus de leur fente branchiale, et d'autre part leur mâchoire est soudée au reste du crâne, contrairement aux requins : ils constituent de ce fait un chaînon important pour l'étude du développement des mâchoires dans le monde animal. Le genre Callorhinchus possède le plus petit génome de tous les  Chondrichthyes, raison  pour laquelle ils ont été choisis pour le séquençage de l'ADN  des poissons cartilagineux. Les caractères mixtes de Callorhinchidae, qu'ils partagent avec les requins et les raies, les ont fait classer comme « chimères. »

## Répartition
Les représentants de cette espèce ne se rencontrent que dans les eaux subtropicales et tempérées de l'hémisphère sud:
- Callorhinchus callorynchus vit au large des côtes de Patagonie, de la Terre de Feu au sud du Brésil, et dans le Pacifique jusqu'au sud du Pérou. On le pêche toute l'année au Brésil et en Argentine[10] ;
- Callorhinchus capensis est présent au large des côte d'Afrique australe (Namibie et Afrique du Sud[11]) ;
- Callorhinchus milii est une espèce du sud-ouest de l’océan Pacifique, dans les eaux tempérées chaudes au large des côtes d'Australie et de Nouvelle-Zélande, surtout au fond des plates-formes continentales. Durant le printemps et l'été, C. milii migre jusqu'à l'intérieur des baies, voire des estuaires pour s'y reproduire[5].

## Régime alimentaire
Les Callorhinchidae sont essentiellement suspensivores : ils trouvent, grâce à leur longue trompe, leur nourriture dans les sédiments du fond des océans ou des plates-formes continentales. Ils se nourrissent de mollusques, et plus précisément de palourdes, mais aussi parfois de méduses ou de petits poulpes. On suppose qu'ils ne se nourrissent pas de poissons à arêtes, ne pouvant rivaliser en vitesse avec les téléostéens.

## Reproduction
Les Callorhinchidae  sont ovipares. L'accouplement et la ponte interviennent entre le printemps et le début de l'été. Ces chimères migrent vers les lagunes et plates-formes continentales pour leur reproduction. Les mâles présentent près de leur nageoire pelvienne des pinces caractéristiques, qu'on retrouve d'ailleurs chez les requins, et qui acheminent les gamètes. Une masse protubérante à la tête leur sert à s'accrocher à la femelle pendant l'acte. Les œufs couverts de kératine sont disséminés dans la vase benthique, souvent en eau peu profonde. Les premiers jours, l’œuf a une couleur mordorée, qui devient chaque jour plus opaque jusqu'à l'éclosion. La durée moyenne de croissance dans l’œuf est de 8 mois : l'embryon subsiste sur le seul vitellus. Dès l’éclosion, le juvénile migre instinctivement vers les fonds marins. Les pontes affectent l'aspect d'une algue filamentaire.

## Liste d'espèces
Selon ITIS et FishBase, cette famille comporte trois espèces vivantes qui sont toutes de même genre :
- Callorhinchus callorynchus Linnaeus, Systema naturae (1758) (chimère à trompe en araire, poisson-éléphant d’Amérique, ou poisson-coq)
- Callorhinchus capensis A. H. A. Duméril, 1865 (poisson-éléphant du Cap)
- Callorhinchus milii Bory de Saint-Vincent, 1823 (requin fantôme d'Australie)

Une quatrième espèce, C. torresi Otero et al., 2014, n'est connue que par des restes fossiles du Crétacé.